# Deputy Administrator of NASA
De  Deputy Administrator van de National Aeronautics and Space Administration (NASA) is de tweede hoogste functie van deze organisatie en de Deputy administrator vertegenwoordigd NASA bij het Uitvoerende kantoor van de President, Congressen , internationale organisaties, en externe organisaties. De Deputy administrator wordt benoemd door de President van de Verenigde Staten.

## Lijst van Deputy Administrators
| Naam                            | Begin Termijn    | Einde Termijn     |
| ------------------------------- | ---------------- | ----------------- |
| Dr. Hugh L. Dryden              | 19 augustus 1958 | 2 december 1965   |
| Dr. Robert C. Seamans, Jr.      | 21 december 1965 | 5 januari 1968    |
| Dr. Thomas O. Paine             | 25 maart 1968    | 20 maart 1969     |
| Dr. George M. Low               | 3 december 1969  | 5 juni 1976       |
| Dr. Alan M. Lovelace            | 2 juli 1976      | 10 juli 1981      |
| Dr. Hans Mark                   | 10 juli 1981     | 1 september 1984  |
| Dr. William R. Graham           | 25 november 1985 | 4 december 1985   |
| Dr. William R. Graham           | 11 mei 1986      | 1 oktober 1986    |
| Dale D. Myers                   | 6 oktober 1986   | 13 mei 1989       |
| James R. Thompson, Jr.          | 6 juli 1989      | 8 november 1991   |
| Aaron Cohen (tijdelijk)         | 19 februari 1992 | 1 november 1992   |
| John R. Dailey (tijdelijk)      | 3 november 1992  | 31 december 1999  |
| Dr. Daniel Mulville (tijdelijk) | 1 januari 2000   | 19 november 2001  |
| Dr. Daniel Mulville (tijdelijk) | 21 december 2001 | 11 augustus 2002  |
| Frederick D. Gregory            | 12 augustus 2002 | 20 februari 2005  |
| Frederick D. Gregory            | 14 april 2005    | 4 november 2005   |
| Shana Dale                      | 4 november 2005  | 20 januari 2009   |
| Lori Garver                     | 17 juli 2009     | 6 september 2013  |
| Dava Newman                     | 15 mei 2015      | 20 januari 2017   |
| Lesa Roe (tijdelijk)            | 20 januari 2017  | 30 september 2017 |
| James Morhard                   | 17 oktober 2018  | 1 januari 2021    |
| Pamela Melroy                   | 21 juni 2021     | 20 januari 2025   |